# Dennis Friel
Vous venez d’apposer le modèle de débat d'admissibilité.
Avant toute chose, veuillez créer la page de débat correspondante en cliquant ici.
- Une fois la page de vote initialisée, rafraîchissez cette page, et le bandeau prendra son aspect définitif.
- Si votre débat d'admissibilité est groupé (le motif et l’argumentation doivent être les mêmes), modifiez cette page pour ajouter au modèle le paramètre « cat » suivi du nom de la page de discussion de l’article pour lequel la page de débat existe déjà (ex. : cat=Discussion:Nom_de_l'autre_article). Ensuite, suivez les nouvelles instructions qui apparaissent.
- Vous pouvez également utiliser le paramètre « type » pour faciliter l’accès aux critères d’admissibilité. Exemple : {{suppression|type=mot-clé}}. Liste des mots-clés existants : fiction, musique, art visuel, fanzine, jeu de société, porno, sportif, association, enseignement, société, site web, route, nombre, (Liste complète ici).

| 1. | Créez la page de débat d'admissibilité.                                                                      | Sauvegardez d’abord la page pour l’initialiser puis indiquez votre motivation.      |
| 2. | Important : ajoutez une entrée dans la section Débat d'admissibilité du jour.                                | Utilisez ce texte : *{{L\|Dennis Friel}}                                            |
| 3. | Pensez à informer les contributeurs principaux de la page et les projets associés lorsque cela est possible. | Utilisez ce texte : {{subst:Avertissement débat d'admissibilité\|Dennis Friel}}~~~~ |

Dennis Friel est un artiste marin américain, co-fondateur et animateur du podcast Connected By Water, et un designer pour le programme Artistic Infusion (AIP) de la Monnaie des États-Unis. Ses œuvres sont principalement centrées sur les thèmes marins et la pêche, et il est un fervent défenseur de la conservation de l'eau et des écosystèmes marins.

## Jeunesse et développement artistique
Dennis Friel est né et a grandi dans le sud de la Floride. Dès son plus jeune âge, il passait la majeure partie de son temps à pêcher, plonger et surfer à Pompano Beach. Bien qu'il n'aient pas toujours pleinement reconnu son talent artistique lorsqu'il était enfant, ses parents le soutenaient activement en lui offrant du matériel d'art, l'encourageant ainsi à développer ses capacités créatives. Ses premières expériences avec l'océan ont été une source d'inspiration pour ses dessins et peintures de poissons.
En 1991, alors qu'il était lycéen, Friel a commencé à vendre ses œuvres à thème marin dans une galerie appelée The Wildfish Collection. La même année, ses créations ont été reconnues par l'International Game Fish Association (en) (IGFA) et la Billfish Foundation, pour lesquelles il a ensuite travaillé. Il a poursuivi ses études artistiques à la Ringling College of Art and Design (en) à Sarasota, en Floride. Durant ses années universitaires, il a exploré diverses formes d'art, y compris la création de peintures murales et la conception de T-shirts.

## Carrière professionnelle
Après l'obtention de son diplôme, Dennis Friel a occupé un poste de directeur artistique principal chez Alliance Entertainment à Coral Springs pendant 17 ans, gérant des projets pour des clients majeurs tels que Sony, Warner Bros et Universal Studios. Il a également conçu des pochettes d'albums pour des artistes tels que Joe Bonamassa et Proof (membre de D12). Tout au long de sa carrière dans l'industrie musicale, Friel a continué à peindre des poissons en tant qu'artiste indépendant.
Vers 2011, il a commencé à créer des œuvres pour le Jimmy Johnson's Quest for the Ring Championship Fishing Tournament en Floride. En 2013, il lance Dennis Friel Art Studios, qui a évolué pour devenir sa marque actuelle, « Connected By Water ». Son style artistique se caractérise par le réalisme et des couleurs vives. Il utilise une variété de médiums, y compris l'art numérique, l'aquarelle, la peinture à l'huile et l'acrylique. Friel a affirmé qu'il n'a « jamais cessé de peindre des poissons ».

## Monnaie des États-Unis
Dennis Friel est un artiste participant au programme Artistic Infusion (AIP) de la Monnaie des États-Unis. L'AIP, fondé en 2003, est un programme qui vise à enrichir et à dynamiser la conception des pièces et médailles américaines en faisant appel à un groupe d'artistes externes spécialisés dans diverses disciplines des arts visuels. Ces artistes collaborent étroitement avec le personnel de la Monnaie, y compris les sculpteurs-graveurs, pour créer de nouveaux designs pour des programmes de pièces, tels que les dollars American Innovation. Les critères de sélection pour les artistes de l'AIP incluent la citoyenneté américaine, au moins cinq ans d'expérience professionnelle pertinente ou une formation spécialisée, la capacité à générer une partie de leurs revenus grâce à leur art, une expertise en techniques d'art numérique, et un portfolio professionnel avec des œuvres publiées ou exposées publiquement. Friel a été sélectionné pour l'AIP en 2019. Il a conçu les motifs du revers de deux pièces American Innovation :
- Rhode Island (2022): Le design représente le yacht Reliance de Nathanael Herreshoff à pleine vitesse dans les eaux de Rhode Island. Une corde borde le design, évoquant une scène nautique. Le design a été sculpté par Phebe Hemphill[5].
- Louisiane (2023): Cette pièce représente un Higgins Boat tel qu'il aurait été déployé pendant la Seconde Guerre mondiale, avec sa rampe de débarquement ouverte sur une plage[6]. Ce bateau de débarquement militaire, conçu et construit à La Nouvelle-Orléans, a été produit à 23 000 exemplaires pour l'effort de guerre. Le design a été sculpté par John P. McGraw[6],[7]

## Connected By Water
En 2019, Dennis Friel a lancé le podcast Connected By Water en collaboration avec son partenaire commercial Harris Katz. Ce podcast a pour objectif d'unir les communautés côtières et de sensibiliser à l'importance de la préservation des ressources naturelles. Friel utilise la plateforme du podcast pour mettre en lumière les efforts de service communautaire qui éduquent le public sur les pêcheries locales, soulignant que les pêcheurs et les chasseurs sont des acteurs clés de la conservation. Les discussions portent notamment sur la propreté de l'eau et la conservation de l'environnement marin. Le nom du podcast a été suggéré par son épouse, Liz, qui a reconnu l'eau comme le lien entre les divers intérêts et passions de Friel. Le podcast a produit près de 200 épisodes et est soutenu par des entreprises orientées vers la conservation comme Papa's Pilar Rum et Starbright Solutions, ainsi que par les concessionnaires automobiles Joey Accardi.

## Projets notables
Au cours de sa carrière, Friel a participé à plusieurs projets :
- Jimmy Johnson's Quest for the Ring Fishing Tournament : Friel est l'artiste officiel de cet événement depuis sa création. Il est responsable de la création des logos, des vêtements, des jeux de cartes et, surtout, des guitares peintes à la main qui sont mises aux enchères pour des œuvres de bienfaisance, atteignant souvent des prix de 30 000 $ ou plus[2] ;
- fresques murales publiques : il a réalisé une fresque murale imposante sous le pont Atlantic Boulevard Intracoastal à Pompano Beach, sa ville natale. Cette œuvre est conçue pour résister aux conditions environnementales difficiles. Sa fresque la plus récente a été peinte à la main au The Cove Waterfront Restaurant and Tiki Bar à Deerfield Beach[3] ;
- couverture de publication : En 2024, une de ses œuvres a illustré la couverture du livre IGFA World Record Game Fishes, ce qui a marqué un retour symbolique à ses débuts avec l'IGFA[1] ;
- collaborations artistiques : Il a collaboré avec d'autres artistes, comme Derek Redwine, pour des séances de peinture en direct lors d'événements tels que l'ICAST. Les fonds récoltés lors de ces collaborations sont reversés à la Coastal Conservation Association (CCA)     pour soutenir des initiatives de conservation de l'eau[8].